# Walter von Schleinitz

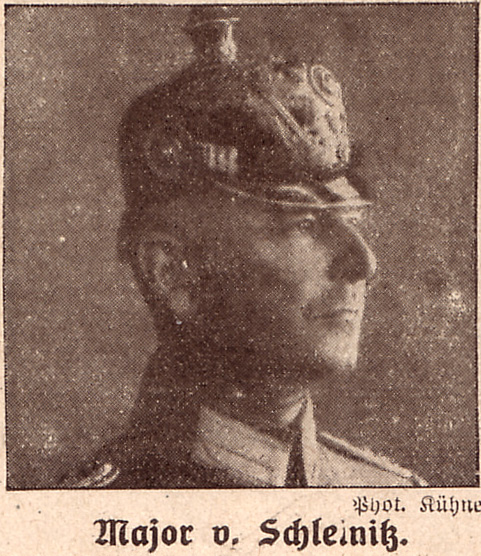
Walter von Schleinitz

Walter Freiherr von Schleinitz (* 26. September 1872 in Grunewald; † 19. Juli 1950 in Handorf-Hornheide) war ein deutscher General der Infanterie.

## Leben
Schleinitz trat am 1. April 1892 als Fahnenjunker in das 2. Garde-Regiment zu Fuß in Berlin ein und wurde hier am 18. Oktober 1892 zum Fähnrich ernannt sowie am 18. November 1893 zum Sekondeleutnant befördert. Von 1899 bis 1903 fungierte er als Adjutant des Füsilier-Bataillons und kam anschließend unter gleichzeitiger Beförderung zum Oberleutnant in gleicher Funktion zur Kommandantur des Truppenübungsplatzes Döberitz. Nach fünfjähriger Dienstzeit kehrte Schleinitz am 18. Mai 1908 zu seinem Stammregiment zurück, wurde Hauptmann und übernahm als solcher eine Kompanie. Als Chef der 11. Kompanie folgte am 1. Oktober 1913 seine Versetzung nach Spandau in das Garde-Grenadier-Regiment Nr. 5.
Mit diesem rückte er bei Ausbruch des Ersten Weltkriegs in das neutrale Belgien ein und beteiligte sich an den Kämpfen um Namur. Nach dem Ausfall des Kommandeurs hatte Schleinitz bis Ende August die Führung des Füsilier-Bataillons inne. Sein Regiment verlegte dann an die Ostfront, wo es erstmals in der Schlacht an den Masurischen Seen zum Einsatz kam. Danach kämpfte er u. a. in der Schlacht um Łódź. Ende März 1915 musste er krankheitsbedingt seinen Posten abgeben. Einen Monat später trat er nach seiner Gesundung zu seinem Regiment zurück und wurde am 2. Juni 1915 zum Kommandeur des II. Bataillons ernannt. Mit diesem verblieb er zunächst im Osten, beteiligte sich an der Eroberung der Festung Różan und kämpfte in der Schlacht am Narew. Am 18. August 1915 wurde Schleinitz zum Major befördert. Nach weiteren Kämpfen u. a. in der Schlacht bei Wilna wurde sein Regiment aus der Front gezogen und in den Westen verlegt. Dort war es hauptsächlich in Stellungskämpfe um Arras verwickelt, bevor die Einheit in der Schlacht an der Somme eintrat. Während der dortigen Kämpfe wurde Schleinitz am 8. September 1916 durch Granatsplitter verwundet. Nach Lazarettaufenthalt und Gesundung kehrte er Mitte Januar 1917 ins Feld zurück. Bei Havrincourt war sein Regiment ab 9. Februar 1917 mit dem Ausbau der Siegfriedstellung beauftragt. Anfang April schlossen sich daran die Schlacht von Arras und weitere Stellungskämpfe im Artois an. Im Juni fungierte Schleinitz vertretungsweise als Regimentskommandeur. Nach vierwöchigen Stellungskämpfen bei Lens trat das Regiment wieder in Flandern an. Bei Zonnebeke verteidigte Schleinitz den ihm zugewiesenen Abschnitt trotz schwerer Verluste und konnte einen Durchbruch feindlicher Kräfte verhindern. Durch A.K.O. wurde ihm dafür durch Wilhelm II. am 31. Oktober 1917 der Pour le Mérite verliehen. Von Mitte Dezember 1917 an war Schleinitz stellvertretender Kommandeur des 5. Garde-Regiments zu Fuß und gleichzeitig mit der Führung der Einheit betraut. Während der Frühjahrsoffensive konnte er sich ein weiteres Mal auszeichnen und wurde am 11. April 1918 Kommandeur des Feld-Rekruten-Depots der 4. Garde-Division sowie am 26. Juli 1918 Kommandeur des Königin Augusta Garde-Grenadier-Regiments Nr. 4.
Nach dem Waffenstillstand transportierte man sein Regiment aus Flandern ab und verlegte es nach Rosenberg in Schlesien, wo es ab 24. November 1918 im Grenzschutz im Einsatz war. Im März 1919 gab Schleinitz dieses Kommando ab und wurde Kommandeur des Freikorps Hindenburg in Kolberg. Dieses ging am 1. Januar 1920 im Reichswehr-Schützen-Regiment 2 auf und Schleinitz fungierte ab diesem Zeitpunkt als Kommandeur des I. Bataillons. In dieser Stellung folgte am 1. Oktober 1920 die Beförderung zum Oberstleutnant und seine gleichzeitige Versetzung in das 1. (Preußische) Infanterie-Regiment. Vom 1. Dezember 1922 bis 30. September 1926 war Schleinitz dann Kommandant des Truppenübungsplatzes Arys und übernahm anschließend als Oberst (seit 1. Januar 1925) das Kommando über das in Paderborn stationierte 18. Infanterie-Regiment. Diese Stellung übergab er am 28. Februar 1928 an seinen Nachfolger Oberst Hugo Zeitz und wurde dann zum Kommandanten von Berlin ernannt. Am 1. Januar 1929 beförderte man ihn als solchen zum Generalmajor und verlieh ihm am 1. Dezember 1929 den Charakter als Generalleutnant. Mit Wirkung zum 31. Januar 1930 schied er von seinem Posten, wurde verabschiedet und in den Ruhestand versetzt.
Am 27. August 1939, dem sogenannten Tannenbergtag, erhielt Schleinitz den Charakter als General der Infanterie verliehen.

## Auszeichnungen
- Kronenorden IV. Klasse[2]
- Ritter I. Klasse des Ordens Albrechts des Bären[2]
- Ritter des Goldenen Kreuzes des Erlöser-Ordens[2]
- Preußisches Dienstauszeichnungskreuz[3]
- Eisernes Kreuz (1914) II. und I. Klasse[3]
- Ritterkreuz des Königlichen Hausordens von Hohenzollern mit Schwertern[3] im Oktober 1916
- Verwundetenabzeichen (1918) in Schwarz[3]
- Ehrenritter des Johanniterordens[3]
- Ehrenkreuz des Fürstlichen Hausordens von Hohenzollern III. Klasse mit Schwertern und Krone[3]
- Hanseatenkreuz Hamburg[3]
- Österreichisches Militärverdienstkreuz III. Klasse mit der Kriegsdekoration[3]